# 祿豐龍屬
祿豐龍屬（學名：Lufengosaurus）是蜥腳形亞目恐龍的一個屬，生存於侏儸紀早期的中國西南部。
在1958年，為了慶祝祿豐龍的發現，中國發行了祿豐龍紀念郵票，是第一個登上郵票的恐龍。中國並組架祿豐龍的骨架模型，這是中國的第一個組裝的完整恐龍骨架模型。

## 發現與命名

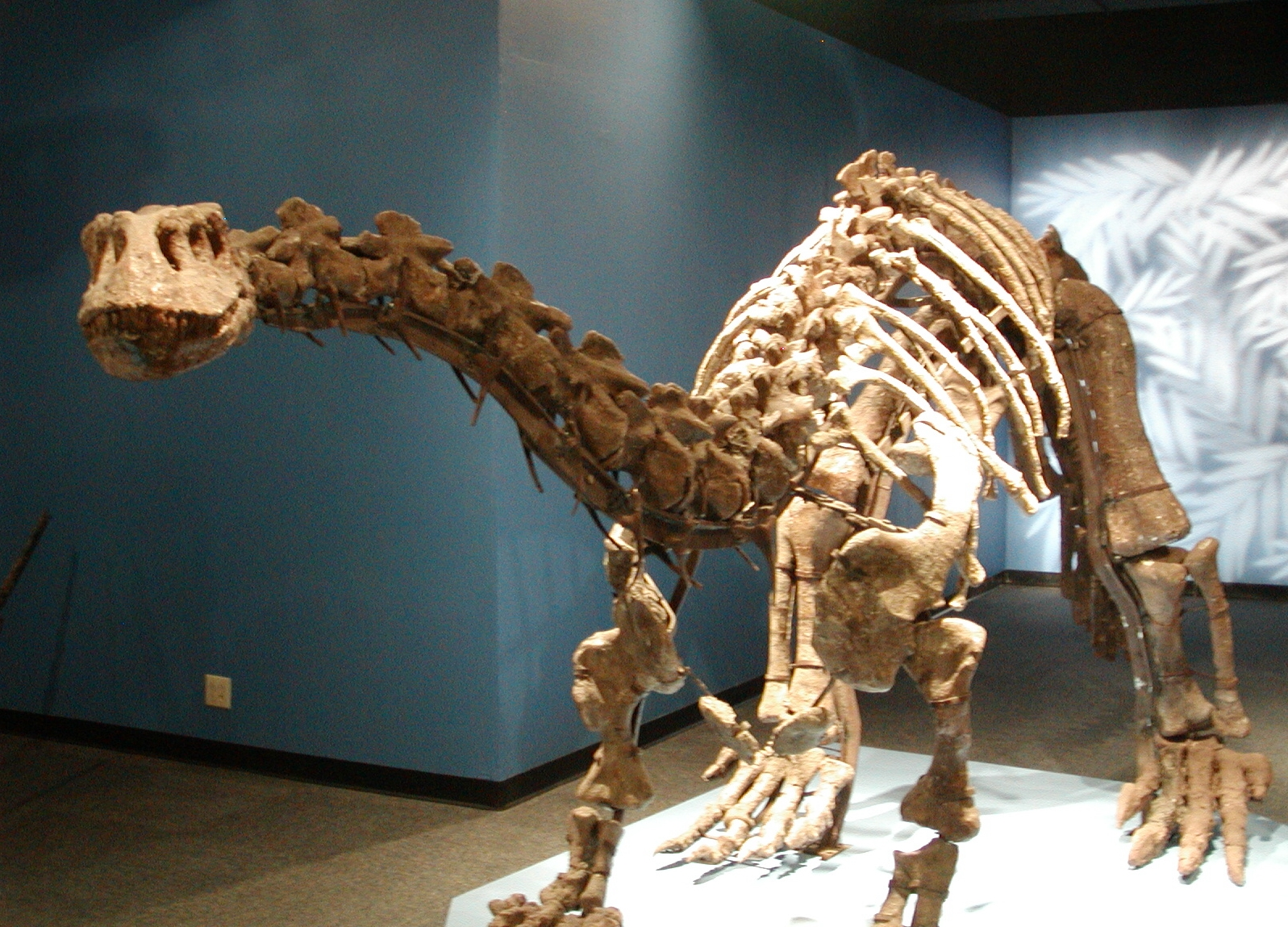
巨型祿豐龍的骨架模型，位於北京自然博物館

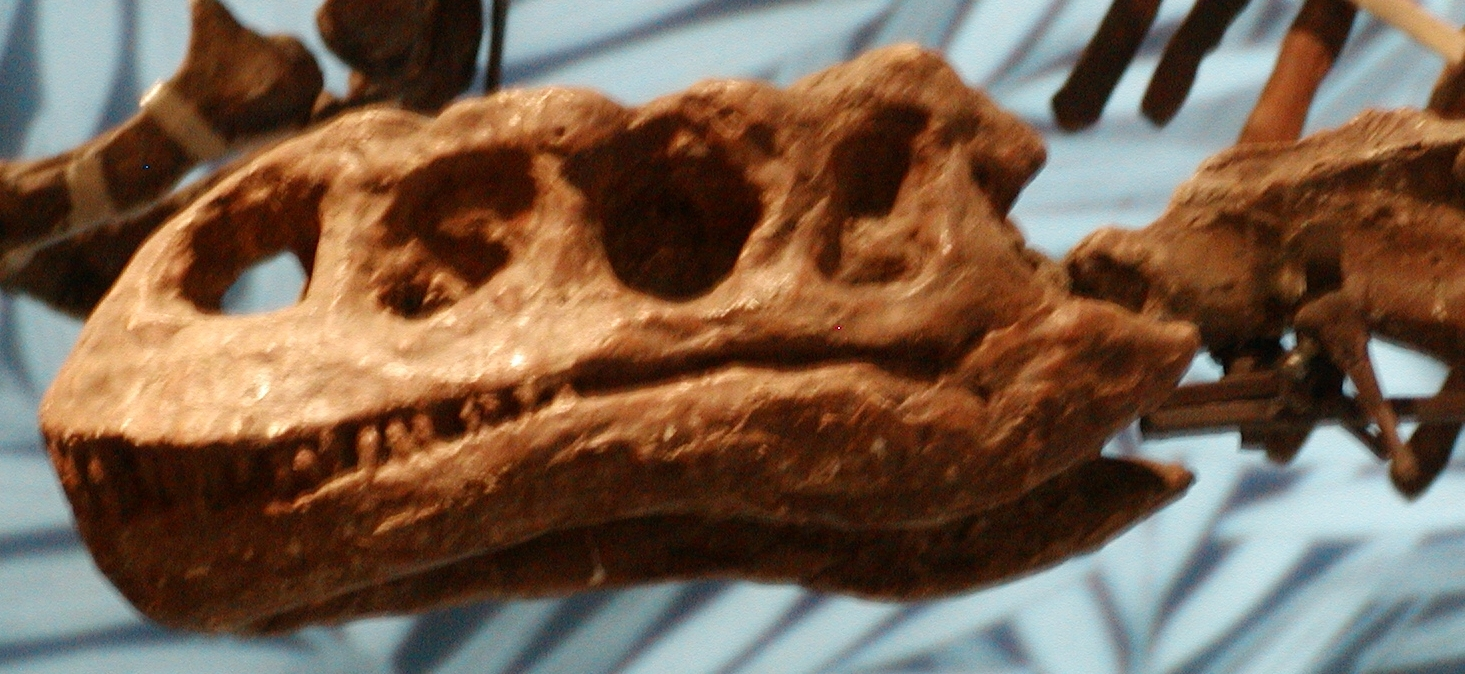
巨型祿豐龍的頭骨，位於北京自然博物館

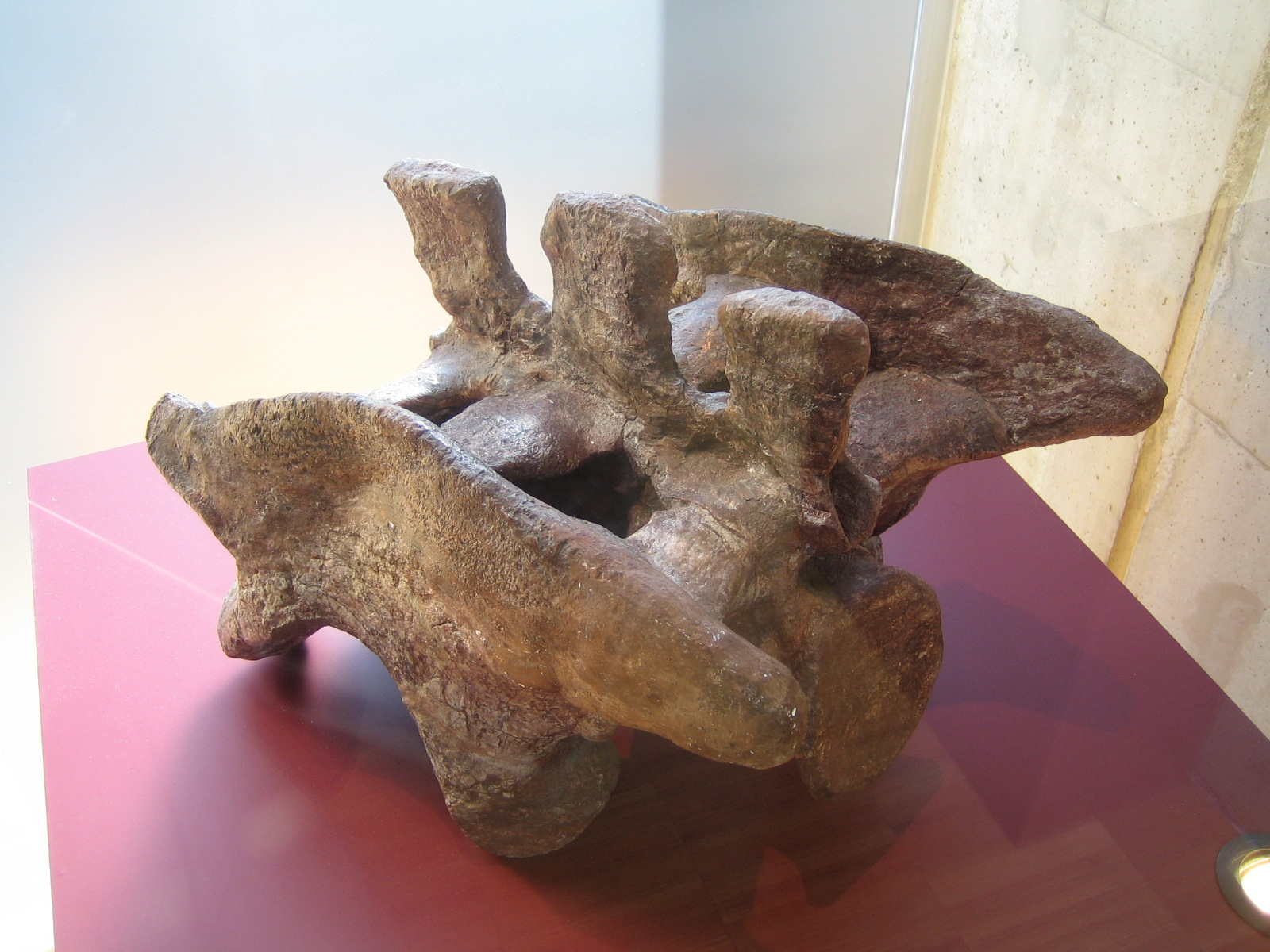
許氏祿豐龍的骨盆，位於巴塞隆納。

祿豐龍是中國第一種由中國人發現並完整挖掘、裝架的恐龍，也常常被認為是中國國內發現的第一種恐龍。嚴格來說，中國國內發現的第一種恐龍是滿洲龍，但由於它是被俄國人越界盜挖走的，並且化石被盜運到俄羅斯保存，因此知名度不高。
在1930年代晚期，中國地質學家卞美年在雲南省北部祿豐縣金山鎮大窪村挖掘化石。之後，楊鍾健加入挖掘祿豐縣化石的活動。在1941年，楊鍾健命名了許氏祿豐龍（L. huenei）。屬名是以化石發現地的祿豐縣為名，種名則是以德國古生物學家弗雷德里克·馮·休尼（Friedrich von Huene）為名。正模標本（IVPP V15）是一個部分骨骼，發現於中國雲南省的下祿豐組。下祿豐組的地質年代最初被認為次三疊紀，目前更精確年代約是侏羅紀早期。
第二個種是巨型祿豐龍（L. magnus），是在1947年被楊鍾健命名。種名在拉丁文意為「大型者」。巨型祿豐龍的體型大於許氏祿豐龍約1/3。在歐美古生物學界，多認為巨型祿豐龍是許氏祿豐龍的大型個體，因此是許氏祿豐龍的次異名。
目前已發現至少30個祿豐龍的標本，包含幼年個體。

### 其他種
在1940年，楊鍾健命名了中國兀龍（Gyposaurus sinensis），屬於原蜥腳類恐龍。在1976年，彼得·加爾東（Peter Galton）提出中國兀龍與祿豐龍有許多相同特徵，可能是相同動物。中國兀龍的化石發現於中國的巴柔階地層，是少數存活到侏羅紀中期的原蜥腳類恐龍。但目前學界普遍不接收中國兀龍與祿豐龍是相同動物的理論。
在1981年，M. 庫柏提出祿豐龍與雲南龍皆是大椎龍的種。然而在2005年，保羅·巴雷特（Paul Barrett）等人的許氏祿豐龍頭部研究，顯示祿豐龍與雲南龍或大椎龍關係並不如想像中的親近。
在1985年，趙喜進的侏儸紀中國恐龍文獻裡，提到第三個種，昌都祿豐龍（L. changduensis），化石是一個發現於西藏的化石。但這個種沒有經過正式研究，目前狀態是個裸名（Nomen nudum）。

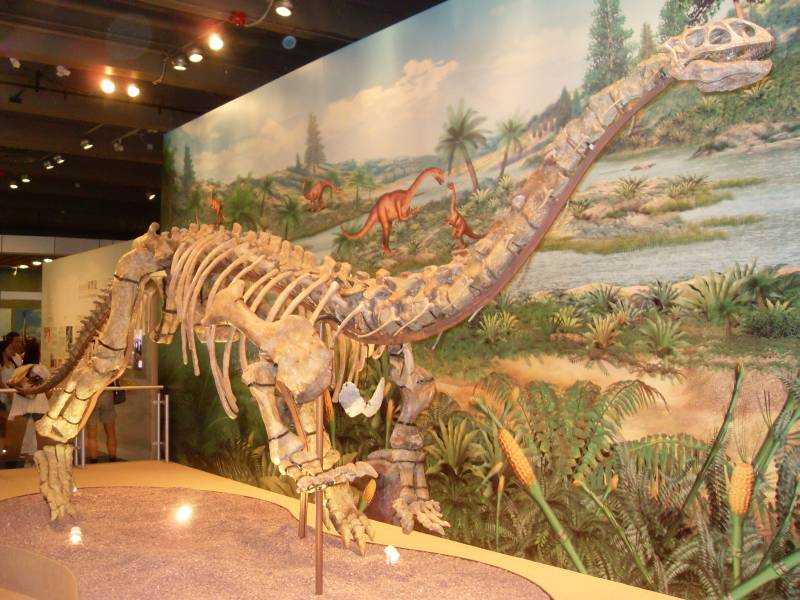
從2008年起，在香港科學館展覽的祿豐龍骨架模型

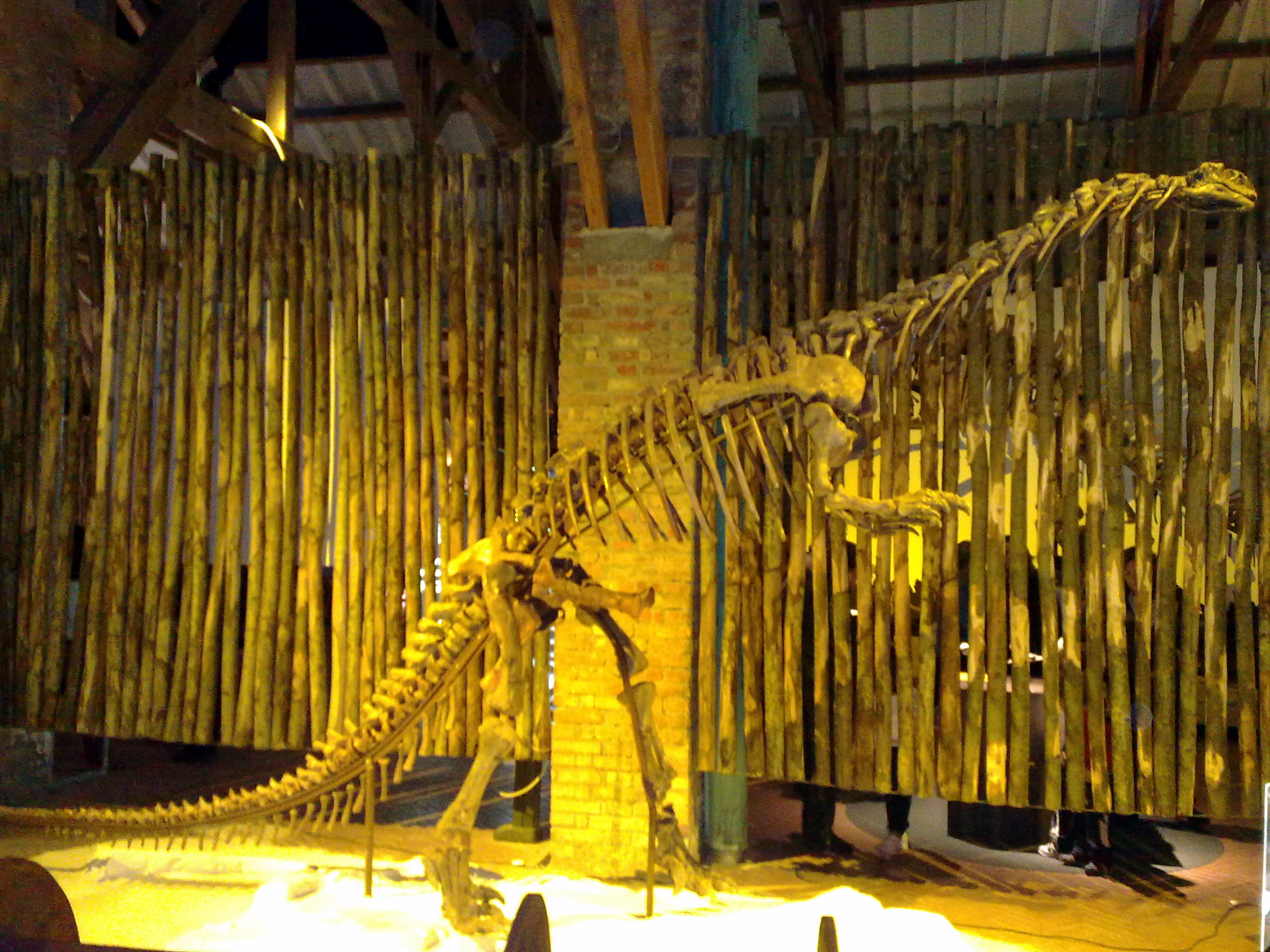
祿豐龍的二足骨架模型

## 敘述
祿豐龍常被認為是種小型原蜥腳類恐龍，身長估計約6公尺。如果把巨型祿豐龍算在內，祿豐龍的體型將更大。在2010年，葛瑞格利·保羅（Gregory S. Paul）估計祿豐龍的身長約9公尺，體重約2.9公噸。與其他原蜥腳類相比，祿豐龍的頸部相當長，前肢相對地較短，祿豐龍被推測可能是二足動物。楊鍾健曾在1941年公佈祿豐龍的完整研究，但是在二次大戰期間多數遺失，造成研究上的困難。根據僅存的部分研究，可知正模標本的頭顱骨長25公分。
楊鍾健最初將祿豐龍歸類於板龍科。近年亲缘分支分類法研究多將祿豐龍歸類於大椎龍科。

## 古生物學
如同所有的原蜥腳類恐龍，祿豐龍的後肢比前肢長許多，可能有時是以二足方式行走，尤其是在搜索食物的時候。祿豐龍是種草食性恐龍，並擁有銳利的指爪與牙齒，而拇指的指爪特別大。有些研究人員根據這些特徵，宣稱祿豐龍至少是部分雜食性恐龍；然而，祿豐龍與其他原蜥腳類恐龍的銳利牙齒，類似鬣蜥科的牙齒，而鬣蜥科是植食性動物。另一個說法則是，祿豐龍的指爪可用來防禦，或是進食時降下樹枝用。

## 外部連結
- Prehistoric animals